# Habrodon kashmiriensis
Habrodon kashmiriensis är en bladmossart som beskrevs av Jitinder Nath Vohra 1969 [1971. Habrodon kashmiriensis ingår i släktet Habrodon och familjen Leskeaceae. Inga underarter finns listade i Catalogue of Life.